# Francisco Cândido Sagalerva
Francisco Cândido Sagalerva (Porto, freguesia de São Nicolau, Portugal 1788 – Salto de Pirapora/SP, Brasil, 7 de junho de 1870) foi um militar (Capitão) que veio ao Brasil com a comitiva de Dom João VI e participou dos movimentos realizados em Itu para Independência do Brasil, conforme registro localizado nos documentos relativos aos pródomos da Independência em Itu, registro da carta de representação ao Príncipe Regente pelo Governo Provisório de São Paulo, em 24 de dezembro de 1821.
Foi Secretario do Regimento Miliciano de Sorocaba conforme portaria registrada em 3 de junho de 1817. 
Foi, também, por 25 anos, almoxarife da Real Fábrica de Ferro São João do Ipanema, na Fazenda Ipanema, município de Iperó/SP.
O Capitão também é citado na obra: Cartas e mais peças oficiais: Dirigidas a sua Majestade o Senhor D. João VI pelo Príncipe Real o Senhor D. Pedro de Alcântara, Lisboa, Imprensa Oficial, 1822, página 42.

## Vida familiar
Filho dos portugueses Francisco Sagalerva e Clara Margarida Rosa. Casamento em Guarulhos a 31 de agosto de 1813 com a Sra. Manoella Angélica de Cerqueira Leme (Filha de tradicional família). O casal teve 10 (dez) filhos:
1. Matheus Cândido Sagalerva;
2. Maria Cândida de Cerqueira Leme;
3. Capitão Jesuíno de Cerqueira César;
4. Francisco Sagalerva;
5. Carolina Sagalerva;
6. Brandina Sagalerva;
7. Ernesto Eugênio da Piedade;
8. Cândida Angélica Cerqueira Leme;
9. Claudino Pedro Sagalerva e;
10. Flora Margarida Sagalerva.

Francisco Cândido Sagalerva e Manoella Angélica de Cerqueira Leme são avós do Ex- Presidente Interino do Estado de São Paulo Sr. José Alves de Cerqueira César, aliado aos Campos Sales e Mesquitas.
Localizado registro de uma escrava do Capitão Francisco Cândido Sagalerva chamada Maria Victoria que foi batizada como Católica - Araçoiaba‎ em 16 de maio de 1860.